# ソウタイセカイ
『ソウタイセカイ』は、Huluと博報堂グループのアニメ制作スタジオ・クラフターによる新世代アニメ「スマートCGアニメーション」プロジェクトとして制作された作品で、2017年4月28日に前編が、5月5日に後編がHuluで独占公開された。
2019年公開のアニメーション映画『あした世界が終わるとしても』の誕生のきっかけとなっており、本作の話の枠組みは利用されているがストーリーは一新されている。

## キャスト
真・ジン
声 - 梶裕貴
琴莉・コトコ
声 - 内田真礼
ニコ・ミコ
声 - 悠木碧

## スタッフ
- 原作 - クラフター
- 監督・脚本 - 櫻木優平
- 音楽 - カワイヒデヒロ
- キャラクターデザイン - PALOW.
- コンセプトアート - 友野るい
- CGプロダクション - クラフター、ラッキーピクチャーズ
- アニメーションディレクター - 川崎司
- ラインプロデューサー - 川瀬毅
- 企画・エグゼクティブプロデューサー - 古田彰一
- 企画・プロデュース - 石井朋彦
- プロデューサー - 町田有也、藤巻直哉
- 制作 - クラフタースタジオ
- オープニング曲 - 『VIP KID』REOL
- エンディング曲 - 『ちるちる』REOL
- 製作 - クラフター、HJホールディングス
- 配給 - HJホールディングス